# メラニー・ベーリンガー
メラニー・ベーリンガー（Melanie Behringer、1985年11月18日 - ）は、ドイツ・レラハ出身のプロサッカー選手。元ドイツ女子代表。ポジションはミッドフィールダー。

## 経歴

### クラブ
2003年、SCフライブルクに加入。ブンデスリーガデビューを果たし、5シーズンプレーした。 2008–09シーズンはバイエルン・ミュンヘンに移籍し、ブンデスリーガ2位となる。2シーズンプレーした後の2010年、1.FFCフランクフルトに移籍。 2011年のDFBポカール決勝で1.FFCトゥルビネ・ポツダムを破り優勝。2014年、バイエルンに復帰し、2016年3月31日に2019年まで契約延長した。

### 代表
2004年、U-19ドイツ代表としてUEFA U-19女子選手権準優勝と FIFA U-19女子世界選手権優勝。2005年1月、 中国戦でドイツ女子代表初キャップ。
2007年ワールドカップでは全6試合先発出場を果たし優勝。2008年北京オリンピックで銅メダル獲得。2009年欧州選手権で優勝。2011年ワールドカップにも出場。
2016年リオデジャネイロオリンピックでドイツ初のオリンピック金メダルを獲得。
2016年8月23日、代表引退。

## タイトル

### クラブ
1.FFCフランクフルト
- DFBポカール: 優勝 2010–11, 2013–14

バイエルン・ミュンヘン
- ブンデスリーガ: 優勝 2014–15, 2015–16

### 代表
- FIFA女子ワールドカップ: Winner 2007
- UEFA欧州選手権: 優勝 2009, 2013
- オリンピック: 銅メダル 2008, 金メダル 2016
- FIFA U-19女子世界選手権: 優勝 2004
- UEFA U-19女子選手権: 準優勝 2004
- アルガルヴェ・カップ: 優勝 2006, 2012, 2014

### 個人
- 2016年リオデジャネイロオリンピック: 得点王（5得点）[6]
- ジルバーネス・ロールベアブラット: 2007, 2016